# 田中俊一 (サッカー選手)
田中 俊一（たなか しゅんいち、1987年9月13日 - ）は、大阪府出身の元サッカー選手。ポジションはミッドフィールダー。

## 経歴
初の大阪教育大学出身Jリーガー。大阪教育大学時代は、パスやドリブル、ミドルシュートなどを武器にしており、サイドで展開するプレイヤーであった。2010年2部リーグ年間優秀選手賞を受賞している。
2011年度の大阪府教員採用試験（高校数学）に合格していたが、敢えてプロサッカーへの道を選んだ。
プロ入り後は右サイドバックにコンバートされたが出場機会にあまり恵まれず、2012年シーズンをもってロアッソ熊本を契約満了となり、現役を引退して現在は教鞭をとっている。

## プレースタイル
俊足を生かしたサイドでのドリブル突破が武器で、ロアッソ熊本で当時最も足が速い選手と言われるほどであった。

## 所属クラブ
- 大阪府立狭山高等学校
- 大阪教育大学サッカー部
- 2011年 - 2012年 ロアッソ熊本

## 個人成績
| 国内大会個人成績 | 国内大会個人成績 | 国内大会個人成績 | 国内大会個人成績 | 国内大会個人成績 | 国内大会個人成績 | 国内大会個人成績 | 国内大会個人成績 | 国内大会個人成績 | 国内大会個人成績 | 国内大会個人成績 | 国内大会個人成績 |
| 年度             | クラブ           | 背番号           | リーグ           | リーグ戦         | リーグ戦         | リーグ杯         | リーグ杯         | オープン杯       | オープン杯       | 期間通算         | 期間通算         |
| 年度             | クラブ           | 背番号           | リーグ           | 出場             | 得点             | 出場             | 得点             | 出場             | 得点             | 出場             | 得点             |
| 日本             | 日本             | 日本             | 日本             | リーグ戦         | リーグ戦         | リーグ杯         | リーグ杯         | 天皇杯           | 天皇杯           | 期間通算         | 期間通算         |
| ---------------- | ---------------- | ---------------- | ---------------- | ---------------- | ---------------- | ---------------- | ---------------- | ---------------- | ---------------- | ---------------- | ---------------- |
| 2011             | 熊本             | 26               | J2               | 3                | 0                | -                | -                | 0                | 0                | 3                | 0                |
| 2012             | 熊本             | 26               | J2               | 4                | 0                | -                | -                | 1                | 0                | 5                | 0                |
| 通算             | 日本             | 日本             | J2               | 7                | 0                | -                | -                | 1                | 0                | 8                | 0                |
| 総通算           | 総通算           | 総通算           | 総通算           | 7                | 0                | 0                | 0                | 1                | 0                | 8                | 0                |

- Jリーグ初出場 - 2011年4月30日 J2 第9節 vsザスパ草津（正田醤油スタジアム群馬）